# 김규삼
김규삼(1975년 8월 9일 ~ )은 대한민국의 만화가이다. 2000년 단편〈킬러레옹〉으로 데뷔했으며, 대표작으로는《입시명문 사립 정글고등학교》가 있다. 김규삼은 네이버 웹툰에 계속 입시명문 정글고등학교를 연재하다가 2010년 FIFA 월드컵이 끝난 직후부터 《쌉니다 천리마마트》를 2013년 10월까지 연재하고 현재는《비질란테》와 《하이브》를 네이버 웹툰에 연재하고 있다.....

## 학력
- 서울강서고등학교 졸업
- 가천대학교 관광경영학과 (중퇴)

## 작품 목록
- 킬러 레옹
- 룬 AD3000 (영챔프)
- 역전 씨네마 (영챔프)
- 몬스터즈 (영챔프)
- n의 등대-눈의등대 (네이버 웹툰, 완결)
- 입시명문사립 정글고등학교 (네이버 웹툰, 완결)
- 쌉니다 천리마마트 (네이버 웹툰, 완결)
- 버프소녀 오오라 (네이버 웹툰, 완결)
- 하이브 (네이버 웹툰, 연재 중)
- 만렙소녀 오오라 (네이버 웹툰, 완결)
- 비질란테 (네이버 웹툰, 연재 중, 그림 담당)
- 개장수 (네이버 웹툰, 연재중)

## 드라마
- 쌉니다 천리마마트 - 김규삼 역 (특별출연)